# Combate de la Aduana de Iquique
El Combate de la Aduana de Iquique fue un enfrentamiento de la Guerra Civil entre las fuerzas revolucionarias y las tropas gobiernistas del presidente Balmaceda en 1891.

## Combate
El enfrentamiento tuvo fecha el 19 de febrero de 1891 durante la Guerra Civil de 1891, entre las fuerzas Revolucionarias del Congreso y tropas del Gobierno del presidente José Manuel Balmaceda. Los revolucionarios, comandados por Vicente Merino Jarpa, se habían hecho fuertes en Iquique y habían ocupado el edificio de Aduana. El gobierno ordenó a José María Soto Pereira que retomara la ciudad, pero éste contaba sólo con un destacamento de 150 hombres, de los cuales 120 murieron en la batalla. Los constitucionalistas recibieron apoyo de los buques Esmeralda y Blanco Encalada, que cañonearon a los balmacedistas. Estos últimos, vencidos, acordaron con los revolucionarios el abandonado del lugar, lo cual se llevó a cabo con todos los honores de rigor.